# ویدانگگاما
ویدانگگاما (به لاتین: Vidanegegama) یک منطقهٔ مسکونی در سری‌لانکا است که در استان جنوبی (سری‌لانکا) واقع شده‌است.